# Sun Sovannarith
Sun Sovannarith (sinh ngày 11 tháng 2 năm 1987 ở Campuchia) là một cầu thủ bóng đá cho Boeung Ket FC tại Giải bóng đá vô địch quốc gia Campuchia, thi đấu ở vị trí hậu vệ.
Anh từng đại diện Campuchia thi đấu quốc tế.

## Danh hiệu

### Câu lạc bộ
Phnom Penh Crown
- Giải bóng đá vô địch quốc gia Campuchia:2011
- Cúp Chủ tịch AFC 2011: Á quân

Nagacorp FC
- Giải bóng đá vô địch quốc gia Campuchia: 2009
- Hun Sen Cup: 2013

Boeung Ket FC
- Giải bóng đá vô địch quốc gia Campuchia:2017

## Bàn thắng quốc tế
| #  | Ngày                  | Địa điểm                         | Đối thủ    | Tỉ số | Kết quả | Giải đấu                      |
| -- | --------------------- | -------------------------------- | ---------- | ----- | ------- | ----------------------------- |
| 1. | 17 tháng 10 năm 2008  | Sân vận động Olympic, Phnôm Pênh | Lào        | 3–1   | 3–2     | 2008 AFF Suzuki Cup qualifier |
| 2. | tháng 10 năm 19, 2008 | Sân vận động Olympic, Phnôm Pênh | Đông Timor | 2–2   | 2–2     | 2008 AFF Suzuki Cup qualifier |